# Watergate-botrány

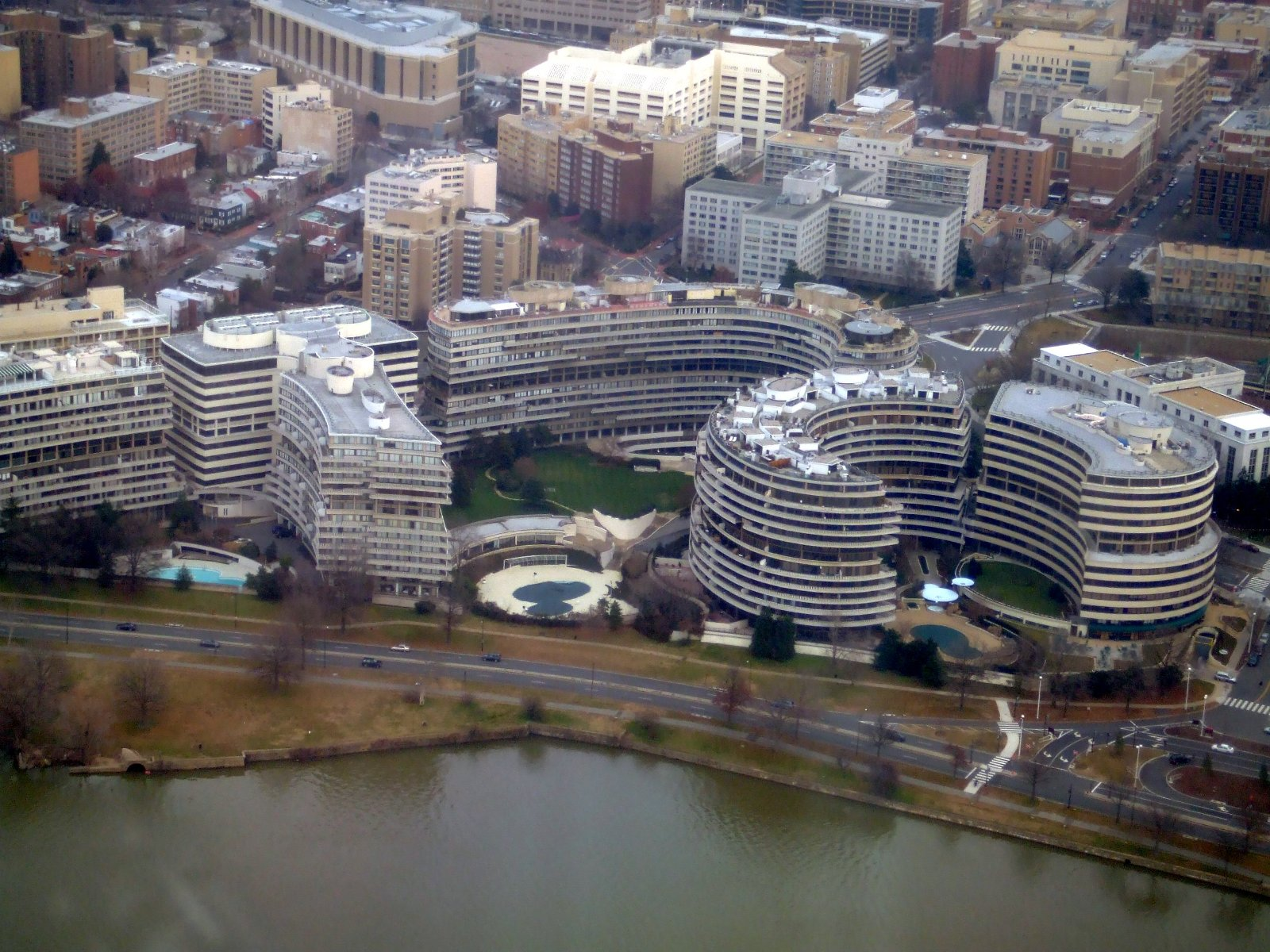
A washingtoni Watergate épületegyüttes, a betörés helyszíne

A Watergate-botrány (vagy „Watergate-ügy”) amerikai politikai botrány és krízis volt az 1970-es években, ami Richard Nixon elnök lemondásához vezetett. Az esetet arról a washingtoni irodaházról nevezték el, ahol az ügyet elindító betörés történt.
A Watergate-botrány következményeként Nixon 1974-ben lemondott, így ő lett az Egyesült Államok történetének első elnöke, aki saját elhatározásából távozott a Fehér Házból. A történetet 1976-ban megfilmesítették Az elnök emberei címen Dustin Hoffman és Robert Redford főszereplésével.

## A botrány kirobbanása
1972. június 17-én Washingtonban, a Potomac partján álló Watergate-épületkomplexumban tetten értek öt személyt, amint a Demokrata Párt választási főhadiszállásán, Larry O’Brien, a Demokrata Párt akkori elnökének irodájában lehallgatóberendezést szerelnek fel. Az esetről a The Washington Post kis hírben számolt be. A hír a legnagyobb amerikai belpolitikai válság kezdetét jelezte, az egyetlen olyan botrányét, amely egy épp hatalomban lévő elnök lemondásával végződött.
Az elnököt sokáig „csak” azzal gyanúsították, hogy megpróbálta fedezni az ügyben érintett legközelebbi munkatársait. Harminc év után ennél sokkal súlyosabb vád hangzott el ellene. Mint az El País című lap megírta: az elnök egyik hajdani politikai tanácsadója azt állítja, hogy Nixon személyesen adott utasítást a Demokrata Párt irodájába való behatolásra, mert lehallgató készüléket akart elhelyeztetni politikai riválisa telefonjába. Ezt már akkoriban is sokan feltételezték mint a legrosszabb lehetőséget.

## Az ügy menete

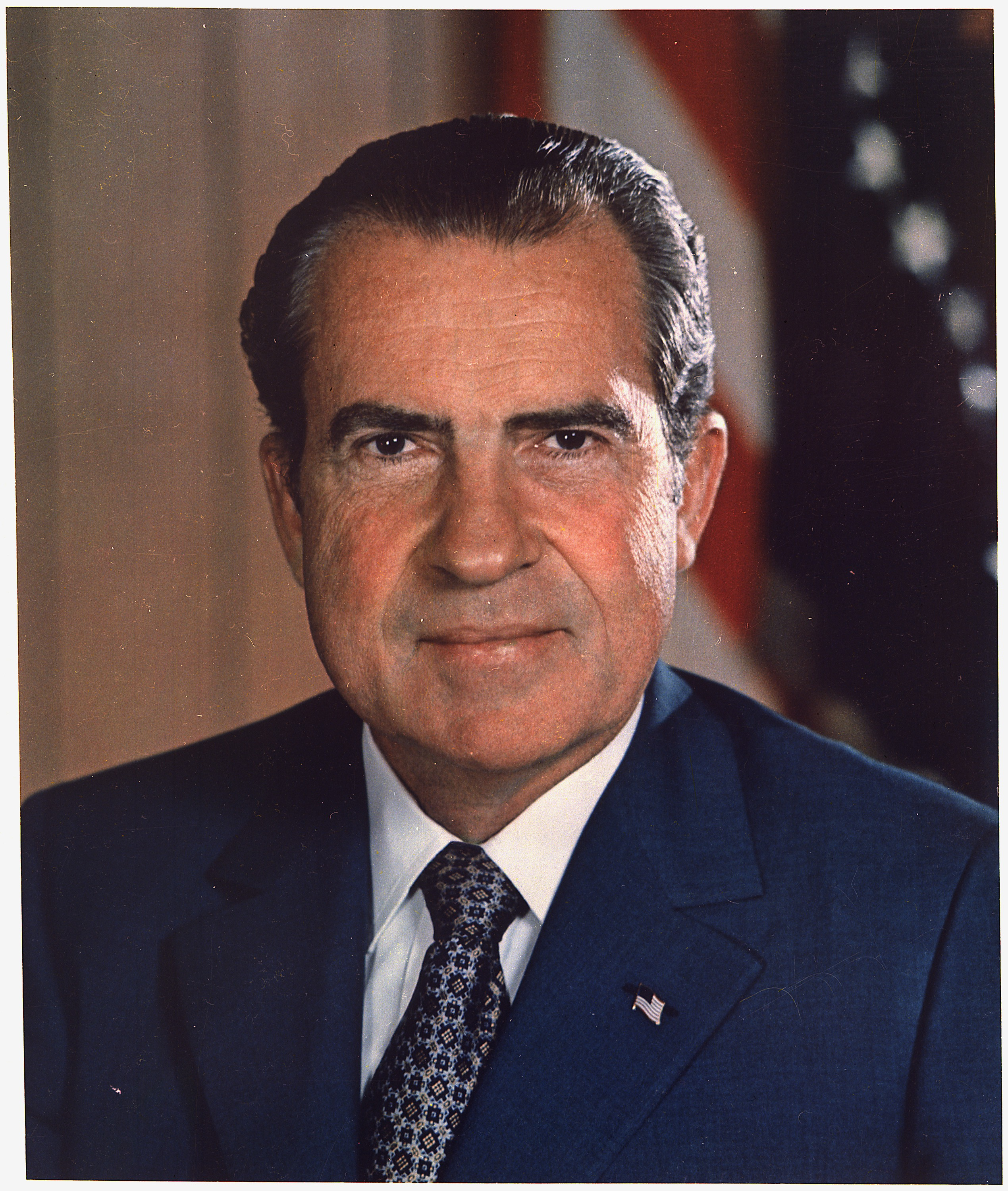
Richard Nixon

Jeb Stuart Magruder, az elnök tanácsadójának elmondása szerint 1972. március 30-án megbeszélése volt John N. Mitchell igazságügy-miniszterrel, aki Nixon újraválasztási kampányát irányította. Azt az elképzelést vitatták meg, mely szerint be kell hatolni a Demokrata Párt irodájába, hogy ott egy lehallgató készüléket helyezzenek el.
Felvázoltak egy tervet, amelyben a megfelelő csapat összeszedésének feladata G. Gordon Liddy-re, egy volt FBI-ügynökre hárult volna. Majd felhívták H. R. Haldemant, Nixon kabinetfőnökét, hogy döntse el, valóban szükség van-e erre a lépésre. Haldeman igennel válaszolt. Utána maga Nixon, aki egy másik készüléken valószínűleg végighallgatta a beszélgetést, vette át a szót. „John – mondta Mitchellnek – kellenek nekünk az információk O'Brienről és ez az egyetlen mód, hogy megszerezzük. Meg kell csinálni.”
Egyes történészek kételkednek ebben a verzióban és zavarosnak tartják Magruder vallomását. Véleményük szerint talán csak egyetlen ember tudná elmondani, hogy valóban úgy történt-e, ahogy a tanácsadó mondja: Mély Torok, aki annak idején a leleplező információkat szolgáltatta a sajtónak Nixon közvetlen környezetéből. Csakhogy több mint három évtizedig senki nem tárta fel, ki volt valójában „Mély Torok”: ő volt az újságírás történetének legjobban titkolt informátora.
1974. március 1-jén egy washingtoni esküdtszék vádat emelt Nixon több korábbi munkatársa ellen, akik a "Watergate-i hetek néven váltak ismertté — H. R. Haldeman, John Ehrlichman, John N. Mitchell, Charles Colson, Gordon C. Strachan, Robert Mardian és Kenneth Parkinson— a Watergate-vizsgálat akadályozására irányuló összeesküvés miatt. Az esküdtszék titokban Nixont is megnevezte, mint nem vádlott bűnrészest. A különleges ügyész lebeszélte az esküdteket a Nixon elleni vádemelésről, azzal érvelve, hogy egy elnök ellen csak hivatalából való távozása után lehet vádat emelni. John Dean, Jeb Stuart Magruder és más személyek akkorra már elismerték bűnösségüket.
A Watergate-botrány következtében végül 69 kormánytisztviselőt vádoltak meg és 48-at találtak bűnösnek, köztük az alábbi személyeket:
- John N. Mitchell, az Egyesült Államok igazságügyi minisztere. Az egytől négy évig terjedő büntetésből 19 hónapot letöltött.[3]
- Richard Kleindienst, államügyész. Egy hónap börtönbüntetést kapott.[4]
- Frederick C. LaRue, John Mitchell tanácsadója. Négy és fél hónapot ült le.[5]
- H. R. Haldeman, Nixon kabinetfőnöke. Tizennyolc hónapot ült börtönben.[6]
- John Ehrlichman, Nixon tanácsadója.18 hónapot ült börtönben.[7]
- Charles W. Colson, Nixon főtanácsadója. Hét hónapot ült a szövetségi Maxwell börtönben, mellette 5000 dollár pénzbüntetésre ítélték (1974-ben - ez a mai értéken kb. 24 000 dollár).[4][8][9]
- John W. Dean III, Nixon tanácsadója. Szabadságvesztése összesen négy hónapig tartott.[5]
- Maurice Stans, az Egyesült Államok kereskedelmi minisztere. 5000 dolláros pénzbírsággal sújtották (1975-ben - ez a mai értéken kb. 24 000 dollár).[10]
- Herbert W. Kalmbach, Nixon személyes ügyvédje. 191 napot ült börtönben és 10 000 dollár pénzbüntetést kapott (1974-ben - ma kb. 52 500 dollár).[5]

## Kiderül az igazság

Mark Felt, a „Mély Torok”

Magruder tanácsadó határozott választ adott arra a kérdésre, amelyet Howard Baker szenátor tett fel a Watergate-ügyet vizsgáló bizottságban. „Mit és mikor tudott az elnök?” Magruder szerint Nixon kezdettől fogva mindent tudott, hiszen az akciót ő maga rendelte el. Magruder, aki hat hónapos börtönbüntetést kapott a Watergate-ügyben való részvételért, szabadulása után új életet kezdett.
A Watergate-ügy új változatával kapcsolatban dokumentumfilmet készített a PBS amerikai tévécsatorna és a The Washington Post Watergate „30 év után: a történet sötét oldalai” címmel, amelyben megszólal a dráma minden szereplője, beleértve Bob Woodward és Carl Bernstein újságírókat is, akik a botrányt felfedezték és kirobbantották.
2005. június 15-én végül kiderült, kit takar a Mély Torok fedőnév. 30 évi hallgatás után az amerikai Szövetségi Nyomozóiroda (FBI) akkori harmadik embere, Mark Felt elismerte, hogy ő volt a Mély Torokként elhíresült informátor.

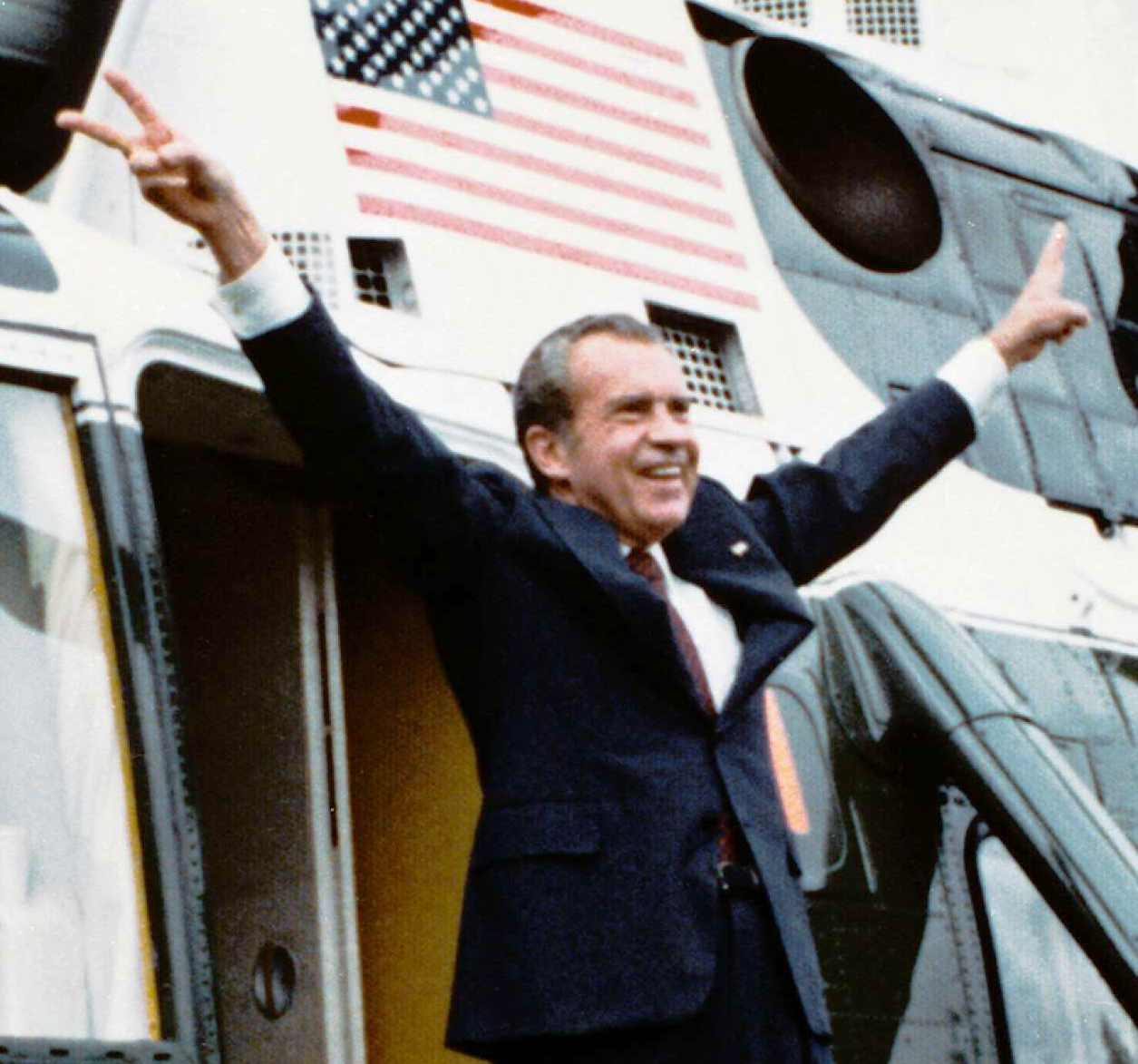
Nixon búcsút int a Watergate-botrányt követően, 1974-ben, miután lemondott az Egyesült Államok elnöki tisztségéről

## Érdekesség
A Watergate kifejezés második tagja („gate”) sajátos főnévképzőként épült be számos nyelvbe. A közbeszédben, különösen a sajtóban használatos utótag politikai-közéleti botrányok elnevezéséhez társul (pl. Dunagate, Öszöd-gate, szervergate, Dieselgate, Pelenkagate).
Noam Chomsky leírja a Manufactoring Consent (Egyetértés gépezet) c. könyvében, hogy hasonló esetek gyakran előfordultak más kisebb pártoknál is (pl. munkáspárt), de azokból az amerikai sajtó nem csinált botrányt, mivel a sajtót meghatározó tulajdonos családok a demokrata pártban érdekeltek, a kisebb pártokban viszont nem.

## Az ügyről készült művek
- Az elnök emberei (film), Alan J. Pakula 1976-os filmje
- A cég - Washington zárt ajtók mögött(wd), John Ehrlichman(wd) regénye, 1976
- Washington zárt ajtók mögött(wd), David W. Rintels 1977-es tévé-minisorozata, Ehrlichman regényéből
- Mélytorok: A Watergate-sztori, Peter Landesman 2017-es filmje
- Nixon, 1995-ben készült film, Oliver Stone rendezésében.
- A Fehér Ház vízszerelői (minisorozat)(wd) HBO minisorozat Woody Harrelson és Justin Theroux főszereplésével
- Fruska Gate (Dick), 1999-es amerikai vígjáték Andrew Fleming rendezésében.[11]